# Guasdualito
Guasdualito – miasto w Wenezueli, w stanie Apure, siedziba gminy Páez.
Według danych szacunkowych na rok 2009 liczy 37 044 mieszkańców..